# Tušratta
Tušratta  (sanskrt Tvesa-ratha, njegov bojni voz napada) je bil kralj Mitanija. Vladal je v poznem 14, stoletju proti koncu vladavine egipčanskega faraona Amenhotepa III. in med vladavino njegovega naslednika Ehnatona.
Bil je sin mitanskega  kralja Šuttarne II. Sestra Giluhipa in hčerka Taduhipa sta bili poročeni s faraonom Amenhoptepom III. Taduhipa se je kasneje poročila z Ehnatonom, ki je po očetovi smrti prevzel njegov kraljevski harem. 
Tušratta  je prišel na prestol po umoru brata Artašumare. V tem času je bil verjetno zelo mlad in je služil kot figura resničnim oblastnikom, kasneje pa je mu je uspelo odstaviti bratovega morilca in prevzeti oblast.

## Zgodovina
Na začetku njegovega vladanja je hetitski kralj Šupiluliuma I. ponovno osvojil Kizuvatno in nato napadel zahodno stran doline Evfrata in osvojil Amorejo, Mukiš in Mitani. Iz kasnejšega mirovnega sporazuma med Šupiluliumo in Šativazo je razvidno, da je Šupiluliuma sklenil mirovni sporazum s Tušrattovim rivalom Artatamo. O Artatamovem življenju pred sklenitvijo sporazuma in njegovi povezavi s krajevsko družino, če sploh, ni nič znanega. V dokumentu se naslavlja s »kralj Huritov«, medtem ko se je Tušratta naslavljal s »kralj Mitanija«. Šupiluliuma je začel pleniti ozemlje zahodno od Evfrata in priključil Libanonsko gorovje. Tušratta je grozil, da se bo odpravil na pohod preko Evfrata, če bo ukradeno eno samo jagnje ali otrok, vendar svoje grožnje ni uresničil. 
Šupiluliuma se je nato skliceval, da je bila dežela Išuva nekoč v posesti njegovega starega očeta in jo poskušal osvojiti, vendar mu to ni uspelo. Med vladavino Šupiluliumovega očeta se je nekaj mest  uprlo. Šupiluliuma je trdil, da je upornike premagal, preživeli  pa so pobegnili v Išuvo, ki je bila takrat pod mitansko oblastjo. Vrnitev beguncev je bila ena od zahtev v več mirovnh sporazumih, ki ni bila nikoli izpolnjena, kar je bil dober izgovor za invazijo Hetitov. Hetitska vojska je prestopila mejo Išuve in vrnila begunce (ali dezerterje) pod hetitsko oblast. Šupiluliuma se  je kasneje hvalil: »Osvobodil sem ozemlja, ki sem jih zasedel. Prebivalci so v svojih krajih. Vsi ljudje, ki sem jih osvobodil, so se vrnili k svojim ljudstvom in Hetiti so priključili  njihova ozemlja«.
Hetitska vojska se je zatem odpravila proti hetitski prestolnici Vaššukani.  Šupiluliuma je trdil, da je izropal vse pokrajine in plen, ujetnike, živino, ovce in konje poslal v Hetitsko kraljestvo.  Trdil je tudi, da je Turatta pobegnil, očitno pa mu je spodletelo zasesti mitansko prestolnico. Napad Hetitov je oslabil Tašrattovo  kraljestvo, on sam pa se je obdržal na prestolu. 

## Drugi pohod Hetitov
Hetiti so na drugem vojnem pohodu proti Mitaniju prišli preko Evfrata in podjarmili Alep, Mukiš, Nijo, Aragati, Apino in Katno in nekaj mest, katerih imena so se izgubila. Med plenom iz Arahatija so omenjenii vozniki bojnih voz z vso njihovo lastnino. Splošna praksa tistega časa je bila, da so vojne ujetnike poskušali vključiti v lastno vojsko. To bi lahko pomenilo, da so Hetiti poskušali mitansko najtežje orožje, bojne vozove, uporabiti za ustanovitev ali okrepitev lastnih enot bojnih voz. 
Tušratta je verjetno vedel za hetitske načrte za osvojitev njegovega kraljestva, saj Amarnska pisma večkrat omenjajo Tušratto in njegovo poroko hčerke Taduhipe s faraonom Ehnatonom samo zaradi utrjevanja zavezništva z Egipčanskim kraljestvom.   Ko je Šupiluliuma drugič napadel Mitani, se Egipčani niso pravočasno odzvali, morda zaradi Ehnatonove smrti in dinastičnaga boja za egipčanski  prestol. 
V skladu z mirovnim sporazumom, ki sta ga sklenila Šupiluliuma in Tušrattov brat Šattivaza po tretji uničujoči invaziji Hetitov, v kateri je padel Karkemiš,  je Tušratto umorila skupina zarotnikov pod vodstvom enega od njegovih sinov. Sledila je državljanska vojna, ki se je končala s Šupiluliumovim imenovanjem Šattivaze za mitanskega kralja. 

## Sklica
1. ↑  Mario Liverani (2014):  The Ancient Near East: History, Society and Economy. Routledge. Text 16.1.
2. ↑  Aidan Dodson; Dyan Hilton (2004). The Complete Royal Families of Ancient Egypt. London : Thames & Hudson, cop. COBISS 54377729. ISBN 0-500-05128-3.

| Tušratta ni znano      |                                        |                         |
| Predhodnik: Artašumara | Kralj Mitanija 14. stoletje pr. n. št. | Naslednik: Artatama II. |